# Jill Johnston
Jill Johnston, född Crowe 17 maj 1929 i London, död 18 september 2010 i Hartford, Connecticut, var en brittisk-amerikansk feminist och författare.
Johnston kom ut som öppet homosexuell på sin mors födelsedag 1970. Hon blev en av de mest framträdande förespråkarna för lesbisk feminism och separatism som politisk strategi, även om hon med sina självbiografiska böcker med ett helt eget språk, snarare var konstnär än politisk teoretiker. Hennes mest kända bok är Lesbian Nation (1973), vilken blev en inspirationskälla för många.
Jill Johnston skrev även under pseudonymen F. J. Crowe.
Jill Johnston var krönikör och kritiker på tidningen The Village Voice 1959–1978. Boken Marmalade Me (1971) är en samling av krönikor på tidningen.